# Mykoła Szczors
Mykoła Ołeksandrowycz Szczors (w historiografii rosyjskojęzycznej Nikołaj Aleksandrowicz Szczors), ukr. Микола Олександрович Щорс, ros. Николай Александрович Щорс (ur. 25 maja?/6 czerwca 1895 w Snowsku, zm. 30 sierpnia 1919 w Biłoszczycach k. Korostenia) – Ukrainiec, felczer, oficer armii carskiej, dowódca pułku, brygady i dywizji Armii Czerwonej, jeden z najbardziej znanych dowódców wojny domowej.

## Życiorys

### Wczesna działalność

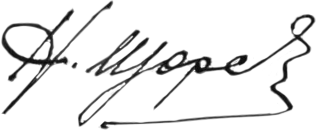
Podpis naczdywa Nikołaja Szczorsa

Mykoła Szczors urodził się i wychował w Snowsku, jego ojciec był kolejarzem. W 1914 ukończył wojskową szkołę felczerską w Kijowie. Po wybuchu I wojny światowej wysłany na front północno-zachodni jako sanitariusz w jednostce artyleryjskiej. W 1915 przyjęty do służby czynnej, wysłany w styczniu 1916 do Wileńskiej Szkoły Wojskowej, w tym czasie z siedzibą, w związku z ewakuacją, w Połtawie. Po jej ukończeniu służył w 335 Pułku Piechoty 84 Dywizji Piechoty na froncie południowo-zachodnim.
W maju 1917 chory na gruźlicę Szczors został wysłany na leczenie do Symferopola. W tamtejszym pułku rezerwistów zetknął się z ideologią markistowsko-leninowską. Zwolniony ze służby wrócił w rodzinne strony, gdzie w marcu 1918 utworzył w miasteczku Siemionowka oddział partyzancki walczący z niemieckim wojskiem okupacyjnym. W maju oddział wycofał się do Rosji Radzieckiej, gdzie Nikołaj Szczors podporządkował się bolszewikom.

### Dowódca Pułku im. Bohuna i 1 Ukraińskiej Dywizji Radzieckiej
Przebywając w Moskwie starał się rozpocząć studia medyczne na Uniwersytecie Moskiewskim, jednak we wrześniu został mianowany dowódcą 1 Pułku im. Bohuna 1 Ukraińskiej Dywizji Radzieckiej, który sam formował wspólnie z polskim rewolucjonistą Kazimierzem Kwiatkiem. Miesiąc później został przeniesiony na stanowisko dowódcy II Brygady tej dywizji. Według Władimira Antonowa-Owsiejenki, dowódcy radzieckiego Frontu Ukraińskiego, Szczors był ceniony i szanowany przez podkomendnych i przełożonych. Brał udział w walkach o Kijów, którego komendantem został po jego zdobyciu, w lutym 1919, we wczesnej fazie interwencji Armii Czerwonej na Ukrainie.
6 marca 1919 mianowano go dowódcą 1 Ukraińskiej Dywizji Radzieckiej, z którą walczył przeciwko Armii Czynnej URL i Wojsku Polskiemu. Szczors sprzeciwił się powstaniu Hryhorjewa. 15 sierpnia objął dowództwo nad 44 Dywizją Strzelców (powstała ze zjednoczenia 1 UDR i 3 Dywizji Pogranicznej), z którą walczył przeciwko białej Armii Ochotniczej.
Naczdyw Nikołaj Szczors zginął koło wsi Biłoszczyce k. Korostenia, nazwanej później Szczorsiwką, w niewyjaśnionych do dziś okolicznościach, w walce z 7 brygadą Ukraińskiej Armii Halickiej. Pochowany został we wrześniu 1919 na prawosławnym cmentarzu w Samarze, 10 lipca 1949 jego szczątki zostały ekshumowane ze zniszczonego cmentarza i przeniesione na cmentarz miejski.

### Kontrowersje wokół śmierci

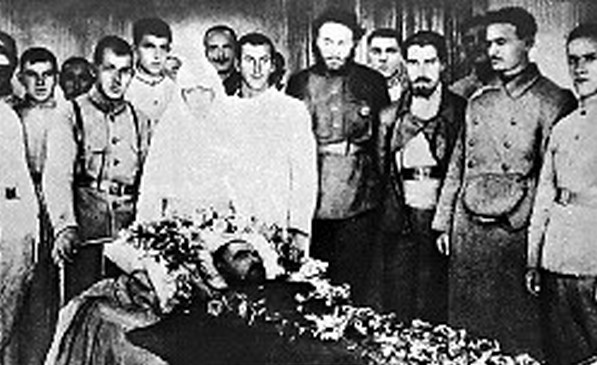
Pogrzeb Wasyla Bożenki. Mykoła Szczors trzeci od prawej

Według oficjalnej wersji podanej przez Iwana Dubowoja (zastępcę Szczorsa w 44 dywizji strzeleckiej), Mykoła Szczors zginął trafiony w głowę przez ukraińskiego cekaemistę, kiedy obserwował przez lornetkę pozycje nieprzyjaciela.
Wersja ta spotkała się z krytyką w czasach rządów Nikity Chruszczowa. Początkowo o zabójstwo Szczorsa oskarżano Dubowoja (zamordowanego w czasach stalinizmu, podczas czystki w Armii Czerwonej), który nie pozwolił sanitariuszce Annie Rozenblum zmienić opatrunek głowy naczdywa (który sam mu zakładał). Po śmierci Szczorsa Dubowoj przejął po nim stanowisko dowódcy dywizji.
Później zrodziła się teoria, według której Szczorsa zabił komisarz polityczny 12 Armii Pawieł Tanchil-Tanchilewicz, z którym naczelnik 44 Dywizji popadł w konflikt. Zleceniodawcą zabójstwa miał być ludowy komisarz wojny i floty Lew Trocki, gdyż m.in. żołnierze Szczorsa na pierwszym miejscu wierzyli jemu, a nie wyższym dowódcom RKKA.
Ciało Nikołaja Szczorsa, bezpośrednio po śmierci, z nieznanych przyczyn zostało wywiezione na głębokie tyły, do Saratowa.
Ekshumacja ciała z 1949 i badania szczątków (których analiza nastąpiła dopiero po śmierci Józefa Stalina) potwierdza, że Szczors zginął od strzału w głowę, ale został trafiony od tyłu.
Istnieje także mało popularna wersja, według której Szczors został postrzelony przypadkowo przez jednego z czerwonoarmistów w czasie walki. Iwan Dubowoj nie pozwolił zmienić opatrunku, gdyż widząc, z której strony weszła kula, nie chciał siać paniki wśród żołnierzy, oskarżać ich o zabójstwo lubianego i szanowanego dowódcy, zrzucając całą winę na żołnierzy Symona Petlury.
27 lipca 1919 został zabity bez śledztwa kombryg Anton Bohunski, który agitował za władzą rad na Ukrainie, ale bez udziału bolszewików, 11 sierpnia 1919 zginął w niewyjaśnionych okolicznościach kombryg Timofiej Czerniak, zaś 21 sierpnia 1919 zmarł nagle (prawdopodobnie otruty) kombryg Wasyl Bożenko. Wszyscy trzej dowodzili brygadami w dywizji Szczorsa i byli jego bliskimi współpracownikami.

## Życie prywatne

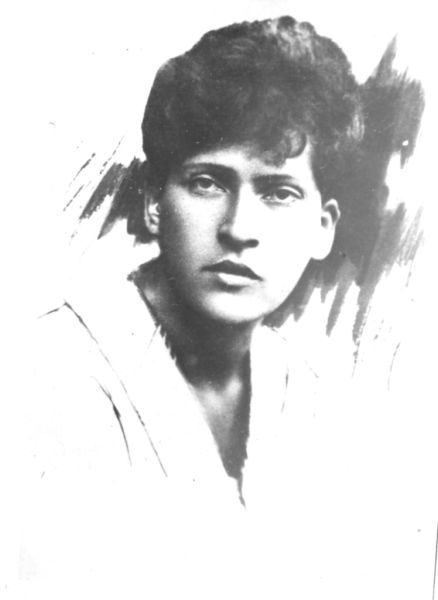
Fruma Rostowa-Szczors

Żoną Szczorsa była Fruma Jefimowa Rostowa (1897-1977), czekistka, uczestniczka wojny domowej, która wraz z trzema siostrami brała udział w ostatniej drodze męża do Samary. Para pobrała się jesienią 1918. Po wojnie domowej Rostowa ukończyła studia i jako inżynier elektryk uczestniczyła w realizacji planu elektryfikacji ZSRR. W 1940 otrzymała mieszkanie w moskiewskim Domu na nabrzeżu. Pochowana na Nowym Cmentarzu Dońskim. Mieli jedną córkę - Walentynę (1920-2005), która urodziła się po śmierci ojca. Pracowała jako lekarz w klinice KGB, jej mężem był radziecki fizyk Izaak Chałantikow.

## Awanse

### Stopnie w armii carskiej
- chorąży - 1 czerwca 1916
- podporucznik -  30 kwietnia 1917[11]

### Funkcje w Armii Czerwonej
- kompołk (dowódca pułku) - 22 września 1918
- kombryg (dowódca brygady) - październik 1918
- naczdyw (naczelnik dywizji) - 6 marca 1919

## Nagrody
- Honorowa Złota Broń - 5 lutego 1919 (dekretem Tymczasowego Robotniczo-Chłopskiego Rządu Ukrainy za zdobycie Kijowa)

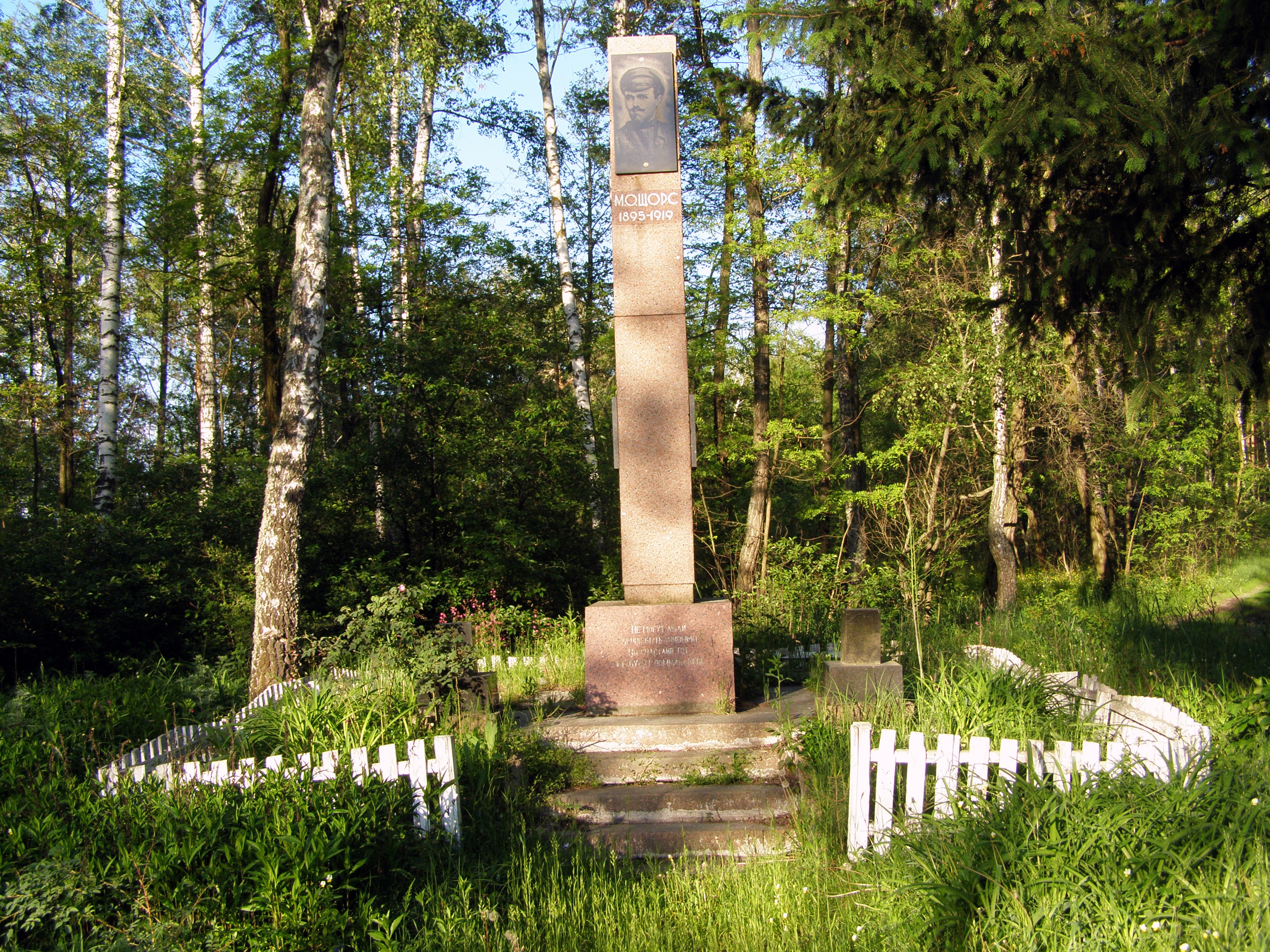
Pomnik na miejscu śmierci Szczorsa (zdemontowany w okresie dekomunizacji na Ukrainie)

## Upamiętnienie

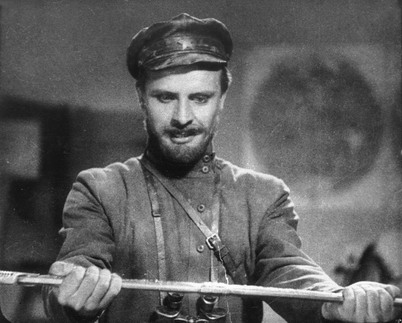
Jewgienij Samojłow jako Mykoła Szczors w filmie biograficznym z 1939 roku

W Związku Radzieckim (szczególnie w Ukraińskiej SRR) jego osoba była przedmiotem kultu. Wzniesiono wówczas liczne pomniki Szczorsa, w tym pomnik konny w centrum Kijowa, odsłonięty w 1954 r. i zdemontowany w 2023 r., jak również pomnik na miejscu jego śmierci i pomnik w Korosteniu. Utworzono muzeum. Powstała też powieść (Szlach na Kyjiw autorstwa S. Sklarenki) i opera Borysa Latoszyńskiego. W latach 1935–2016 rodzinne miasto Mykoły Szczorsa Snowśk nosił jego imię.
W roku 1939 wyprodukowano film biograficzny pt. Szczors (reż. Julija Sołncewa i Ołeksandr Dowżenko). Rolę tytułową zagrał Jewgienij Samojłow.
Wiele radzieckich oddziałów partyzanckich w czasie II wojny światowej nosiło imię Nikołaja Szczorsa.
Mykoła Szczors jest często porównywany do innego bardzo znanego czerwonego dowódcy z czasów wojny domowej – naczdywa Wasilija Czapajewa. Stąd Szczors jest czasem nazywany „ukraińskim Czapajewem”.

## Pieśń o Szczorsie

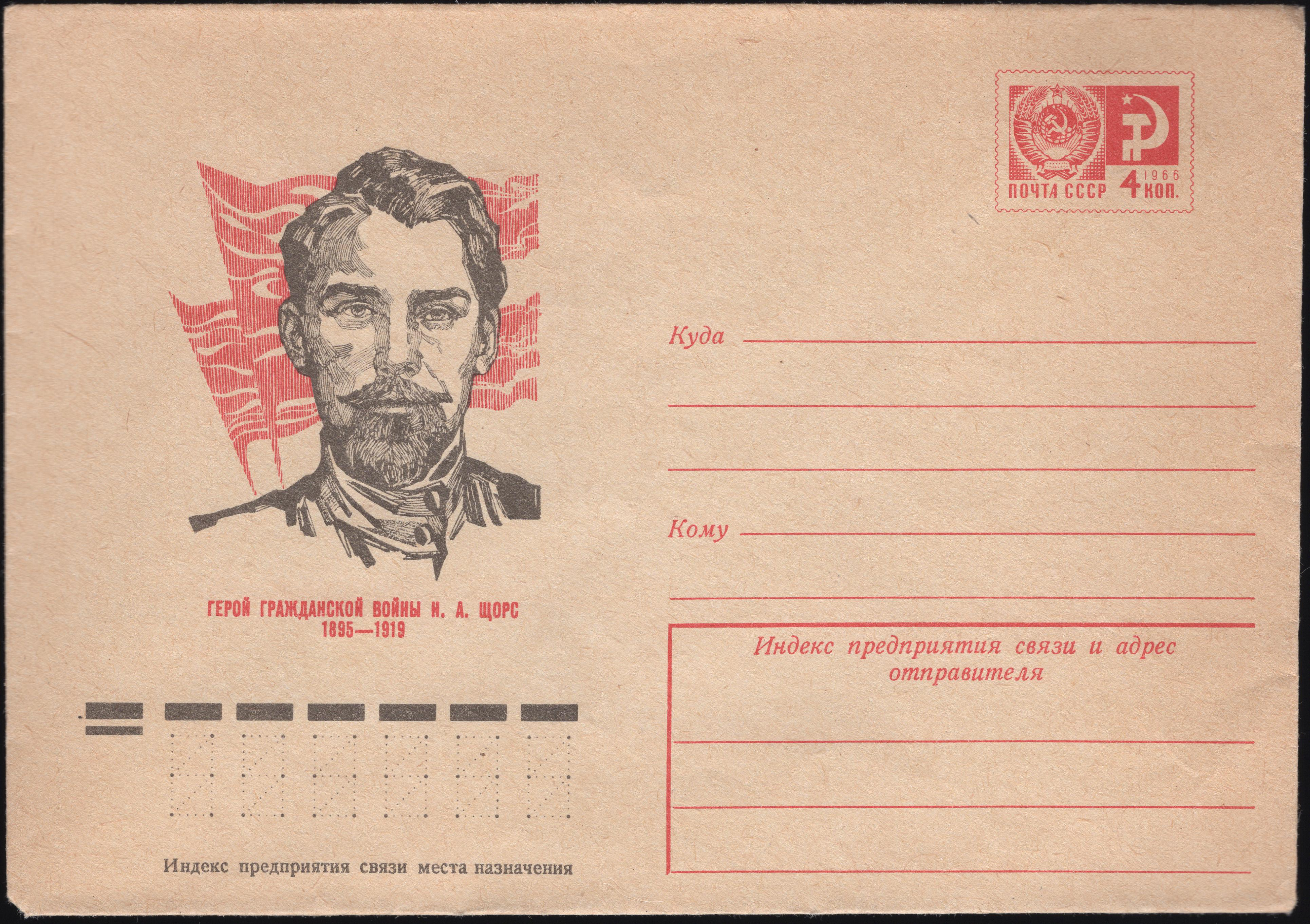
Wizerunek Nikołaja Szczorsa na pocztówce z 1975

Do lat 30 Nikołaj Szczors był pomijany wśród upamiętnianych dowódców wojny domowej. W 1935 pisarz Michaił Gołodny i kompozytor Matwiej Błanter stworzyli pieśń ku pamięci naczdywa. Jest to jeden z najbardziej znanych utworów o rosyjskiej wojnie domowej.
Pieśń o Szczorsie został przetłumaczona min. na język polski, niemiecki i angielski.
Do muzyki Błantera powstał także osobny utwór ku pamięci pułkownika Savy Kovačevicia - oficera NOV i POJ poległego nad Sutjeską. Nosi ona tytuł Komandant Sava.
| Tekst rosyjski Шёл отряд по берегу, Шёл издалека, Шёл под красным знаменем Командир полка. Голова обвязана, Кровь на рукаве, След кровавый стелется По сырой траве. "Хлопцы, чьи вы будете, Кто вас в бой ведёт? Кто под красным знаменем Раненый идёт?" "Мы сыны батрацкие, Мы за новый мир, Щорс идёт под знаменем - Красный командир. В голоде и холоде Жизнь его прошла, Но недаром пролита Кровь его была. За кордон отбросили Лютого врага, Закалились смолоду, Честь нам дорога". Тишина у берега, Смолкли голоса, Солнце книзу клонится, Падает роса. Лихо мчится конница, Слышен стук копыт, Знамя Щорса красное На ветру шумит. | Transkrypcja Szoł otriad po bieregu, szoł izdaleka, szoł pod krasnym znamieniem, komandir pałka! Gołowa obwiazana, krow na rukawie, sljed krowawij stieljetsa po syroj trawie! "Chlopci, czi wy budjete, kto was w boj wiediot? Kto pod krasnym znamieniem, ranienyj idiot?" "My syny batrackije, my za nowyj mir, Szczors idiot pod znamieniem, krasnyj komandir! W gołodje i chołodje, żyzń jego proszła, No niedarom prolita krow jego była, Za kardan otbrosili, Ljutago wraga Zakalilis smołogu, czjest' nam daraga." Tiszina u bierega, smołkli gałasa, Sołnce knizu kłonitsja, padajet rasa. Licha mczitsja konnica, słiszen stuk kopit, znamia Szczorsa krasnoje na witru szumit. | Tłumaczenie poetyckie Ciągnął oddział z daleka Szedł brzegami rzek Pod czerwonym sztandarem Sam dowódca szedł Głowa jego w bandażach, Płynie rzeką wpław Krwawe ślady zostały Wśród wilgotnych traw Hej, wśród wilgotnych traw "Skąd wy chłopcy jesteście, Kto przewodzi wam? Kto pod czerwonym sztandarem Ranny naprzód gna" "My o wolność walczymy, Chłopski na nas strój Partyzanckie oddziały Szczors prowadzi w bój Hej, Szczors prowadzi w bój Żył o głodzie i chłodzie Z naszych wyszedł strzech Razem z nami wojował I przelewał krew Myśmy wroga pobili, Pogonili precz Wolność droższa nad życie, Wolność święta rzecz Hej, wolność święta rzecz!" Cisza wpływa na brzegi, Milknie jeźdźców śpiew Już słońce zachodzi Za wierzchołki drzew Kłusem pędzi konnica, Słychać kopyt stuk Sztandar Szczorsa czerwony Niknie w pyle dróg Hej, niknie w pyle dróg. |  |